# Anita Lonsbrough
Anita Lonsbrough, coniugata Porter (Huddersfield, 10 agosto 1941), è un'ex nuotatrice britannica.

## Carriera
Specializzata nella rana, ha vinto la medaglia d'oro nei 200 m ai Giochi olimpici di Roma 1960.
Primatista mondiale dei 200 m rana e della staffetta 4x100 m misti, nel 1983 è diventata una dei Membri dell'International Swimming Hall of Fame.

## Palmarès
- Olimpiadi

Roma 1960: oro nei 200m rana.
- Europei

1958 - Budapest: argento nei 200m rana.
1962 - Lipsia: oro nei 200m rana e argento nei 400m misti.
- Giochi dell'Impero e del Commonwealth Britannico

1958 - Cardiff: oro nei 220 yd rana e nella staffetta 4x110yd mista.
1962 - Perth: oro nei 110yd e 220yd rana e nei 440yd misti.